# 田儀
田仪（？—192年5月22日) ，一名景，初平三年夏四月丁巳（192年5月22日），呂布用长矛刺中董卓，催促士兵杀了他。主簿田仪和董卓的奴仆奔向董卓的尸体，也一并被吕布所杀。